# Savart
En acústica musical, el savart es una medida logarítmica de afinación musical.
Corresponde aproximadamente a la cantidad de desafinación que puede percibir un músico bien entrenado (unos 4 cents).
Su nombre proviene del físico y médico francés Félix Savart (1791-1841), célebre por sus trabajos en acústica y por enunciar la Ley de Biot-Savart (acerca del campo magnético creado por una corriente eléctrica).
Se obtiene multiplicando o dividiendo una frecuencia (en hercios) por 1,0023131618421728416301146110012.

## Cálculo del savart
Por definición, se dice que dos sonidos con frecuencias f1 y f2 se encuentran separados por una cantidad N de savarts igual a:
{\displaystyle N=1000\times \log _{10}\left({\frac {f1}{f2}}\right)}
El logaritmo en base 10 de 2 es 0,301029995...
Dos frecuencias (f1 y f2) cuyo intervalo (f1/f2) es igual a 10, tienen alturas que difieren en 1000 savarts.

### Savarts en una octava
La frecuencia de cualquier tono, con respecto a un tono ubicado a una distancia de octava inmediatamente inferior, tiene una relación 2/1.
Entonces el cálculo de la cantidad de savarts que contiene una octava cualquiera es:
Noctava = 1000 × log10 (2/1) savart
Noctava = 1000 × log10 2 savart
Noctava = 1000 × 0,301029995... savart
Noctava = 301,029995... savart
Una octava cualquiera contiene 301 savarts.

#### Savarts en un semitono
Por aproximación se puede decir que cualquier octava tiene 300 savarts.
Como el semitono temperado equivale a un doceavo de octava tiene 25 savarts.

#### Cents en un savart
Según esta misma aproximación, si una octava tiene 1200 cents (que son otra manera de dividir la octava), el savart equivale aproximadamente a 4 cents y exactamente a 1200/301 cents ≈ 3,98631...

## El savart y el oído absoluto
Una persona con oído relativo o con oído absoluto muy fino puede reconocer una desafinación mínima de 1 savart.
Una persona con oído absoluto muy fino puede reconocer si una obra está desafinada con respecto a la afinación común (basada en el la4 = 440 Hz) a una distancia de pocos savarts.
- Datos: Q1167009